# Lista de primeiros-ministros da Jamaica
O primeiro-ministro da Jamaica exerce a chefia do governo, cargo atualmente ocupado por Andrew Holness.
O primeiro-ministro é formalmente designado para o posto pelo governador-geral da Jamaica, que representa o rei Charles III, rei da Jamaica e, portanto, chefe de Estado.

## Lista de chefes de Governo da Jamaica (1953-presente)
| #                                   | Incumbente                     | Incumbente                       | Início do Mandato              | Fim do Mandato                        | Partido                        | Eleição                        |
| Chefes de Governos (1953-1959)      | Chefes de Governos (1953-1959) | Chefes de Governos (1953-1959)   | Chefes de Governos (1953-1959) | Chefes de Governos (1953-1959)        | Chefes de Governos (1953-1959) | Chefes de Governos (1953-1959) |
| ----------------------------------- | ------------------------------ | -------------------------------- | ------------------------------ | ------------------------------------- | ------------------------------ | ------------------------------ |
| 1                                   |                                | Alexander Bustamante (1884-1977) | 5 de maio de 1953              | 2 de fevereiro de 1955                | JLP                            | —                              |
| 2                                   |                                | Norman Manley (1893-1969)        | 2 de fevereiro de 1955         | 14 de agosto de 1959                  | PNP                            | 1955                           |
| Premiers (1959-1962)                |                                |                                  |                                |                                       |                                |                                |
| (2)                                 |                                | Norman Manley (1893-1969)        | 14 de agosto de 1959           | 29 de abril de 1962                   | PNP                            | 1959                           |
| (1)                                 |                                | Alexander Bustamante (1884-1977) | 29 de abril de 1962            | 6 de agosto de 1962                   | JLP                            | 1962                           |
| Primeiros-Ministros (1962-presente) |                                |                                  |                                |                                       |                                |                                |
| 1                                   |                                | Alexander Bustamante (1884-1977) | 6 de agosto de 1962            | 23 de fevereiro de 1967               | JLP                            | 1962                           |
| 2                                   |                                | Donald Sangster (1911-1967)      | 23 de fevereiro de 1967        | 11 de abril de 1967 (Morreu no cargo) | JLP                            | 1967                           |
| 3                                   |                                | Hugh Shearer (1924-2004)         | 11 de abril de 1967            | 2 de março de 1972                    | JLP                            | —                              |
| 4                                   |                                | Michael Manley (1924-1997)       | 2 de março de 1972             | 1 de novembro de 1980                 | PNP                            | 1972 1976                      |
| 5                                   |                                | Edward Seaga (1930-2019)         | 1 de novembro de 1980          | 10 de fevereiro de 1989               | JLP                            | 1980 1983                      |
| (4)                                 |                                | Michael Manley (1924-1997)       | 10 de fevereiro de 1989        | 30 de março de 1992                   | PNP                            | 1989                           |
| 6                                   |                                | P. J. Patterson (n.1935)         | 30 de março de 1992            | 30 de março de 2006                   | PNP                            | 1993 1997 2002                 |
| 7                                   |                                | Portia Simpson-Miller (n.1945)   | 30 de março de 2006            | 11 de setembro de 2007                | PNP                            | —                              |
| 8                                   |                                | Bruce Golding (n.1947)           | 11 de setembro de 2007         | 23 de outubro de 2011                 | JLP                            | 2007                           |
| 9                                   |                                | Andrew Holness (n.1972)          | 23 de outubro de 2011          | 5 de janeiro de 2012                  | JLP                            | —                              |
| (7)                                 |                                | Portia Simpson-Miller (n.1945)   | 5 de janeiro de 2012           | 5 de março de 2016                    | PNP                            | 2011                           |
| (9)                                 |                                | Andrew Holness (n.1972)          | 3 de março de 2016             | Presente                              | JLP                            | 2016 2020                      |

## Referência
1. ↑  «What Does it Take to Leave Home?». Human Rights Documents Online. Consultado em 28 de maio de 2022
2. ↑  &NA; (janeiro de 2006). «Most Frequently Accessed Articles, September 2004-September 2005*». Academic Medicine (1). 7 páginas. ISSN 1040-2446. doi:10.1097/00001888-200601000-00004. Consultado em 28 de maio de 2022
3. ↑  «Vale Royal – Office of the Prime Minister» (em inglês). Consultado em 28 de maio de 2022